# دوشانلو (نیر)
دوشانلو یک منطقهٔ مسکونی در ایران است که در دهستان یورتچی غربی واقع شده‌است. دوشانلو ۶۹ نفر جمعیت دارد.